# Karl von Terzaghi
Karl Anton von Terzaghi (ur. 2 października 1883 w Pradze, zm. 25 października 1963 w Winchester, hrabstwo Middlesex) – austriacki inżynier budownictwa i geolog nazywany ojcem mechaniki gruntów. 

## Życiorys
Zajmował się m.in. geotechniką. W 1912 po raz pierwszy odwiedził Stany Zjednoczone. Od 1924 pracował w Massachusetts Institute of Technology, aby po czterech latach wrócić do Europy. Od 1938 związany był z Harvard University (wtedy ostatecznie pozostał w USA).
Znany jest m.in. jako twórca podstaw teorii konsolidacji (wraz z R. E. Gibsonem), określenia naprężenie efektywne (1936) czy ogólnego wzoru na nośność posadowień bezpośrednich z 1943.